# Grimmeiß-Haus

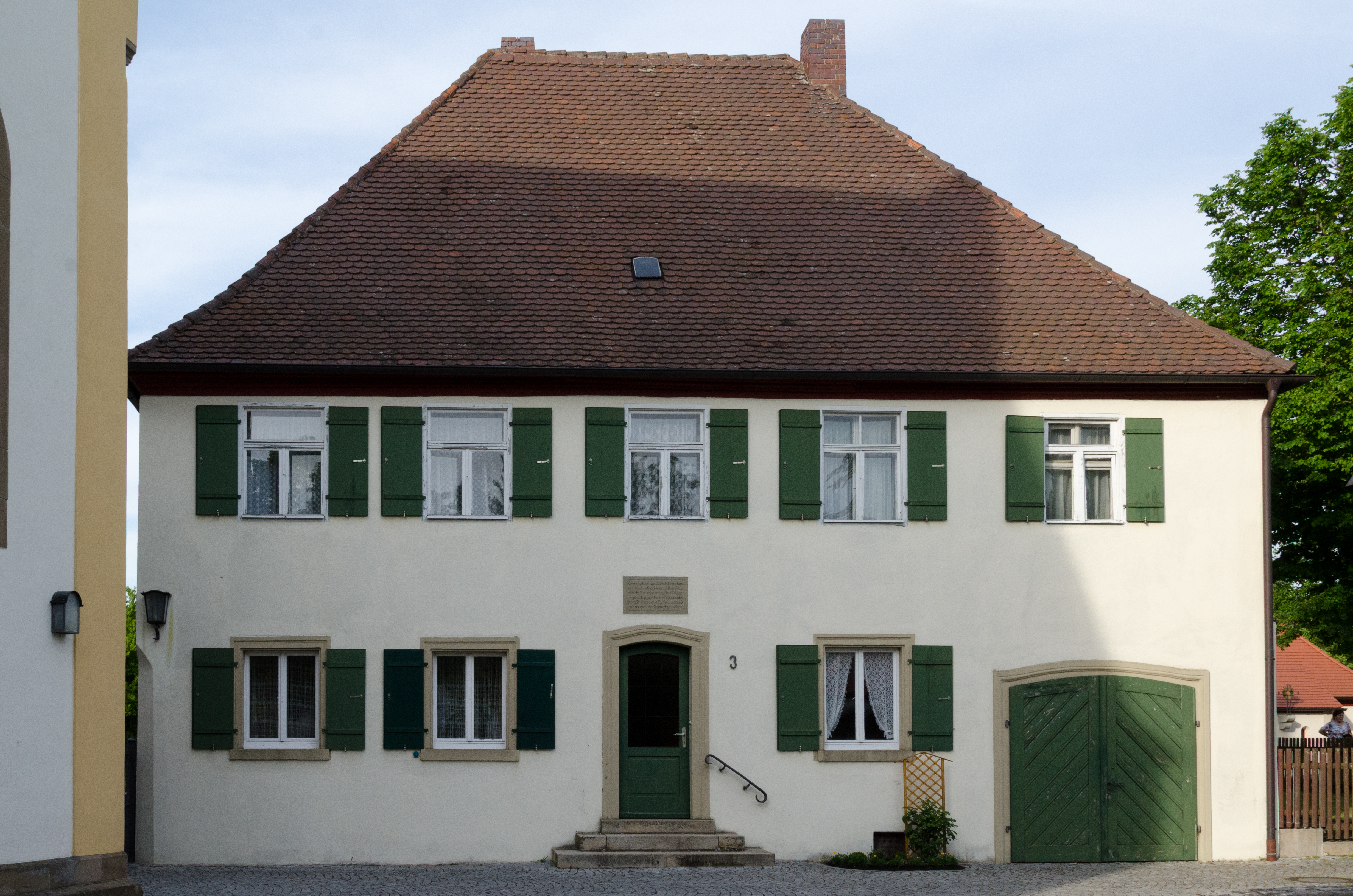
Grimmeiß-Haus

Das Grimmeiß-Haus (auch Grimmeißhaus geschrieben) ist ein unter Denkmalschutz stehendes Gebäude in der mittelfränkischen Gemeinde Wilburgstetten (Landkreis Ansbach). Es wurde in der zweiten Hälfte des 17. Jahrhunderts als Schul- und Mesnerhaus errichtet. Mit der Kirche St. Margareta, dem Pfarrhaus und dem Pfarrheim St. Josef gehört es zu einem Ensemble historischer Gebäude, das den Bischof-Rabeno-Platz umgibt.

## Baubeschreibung

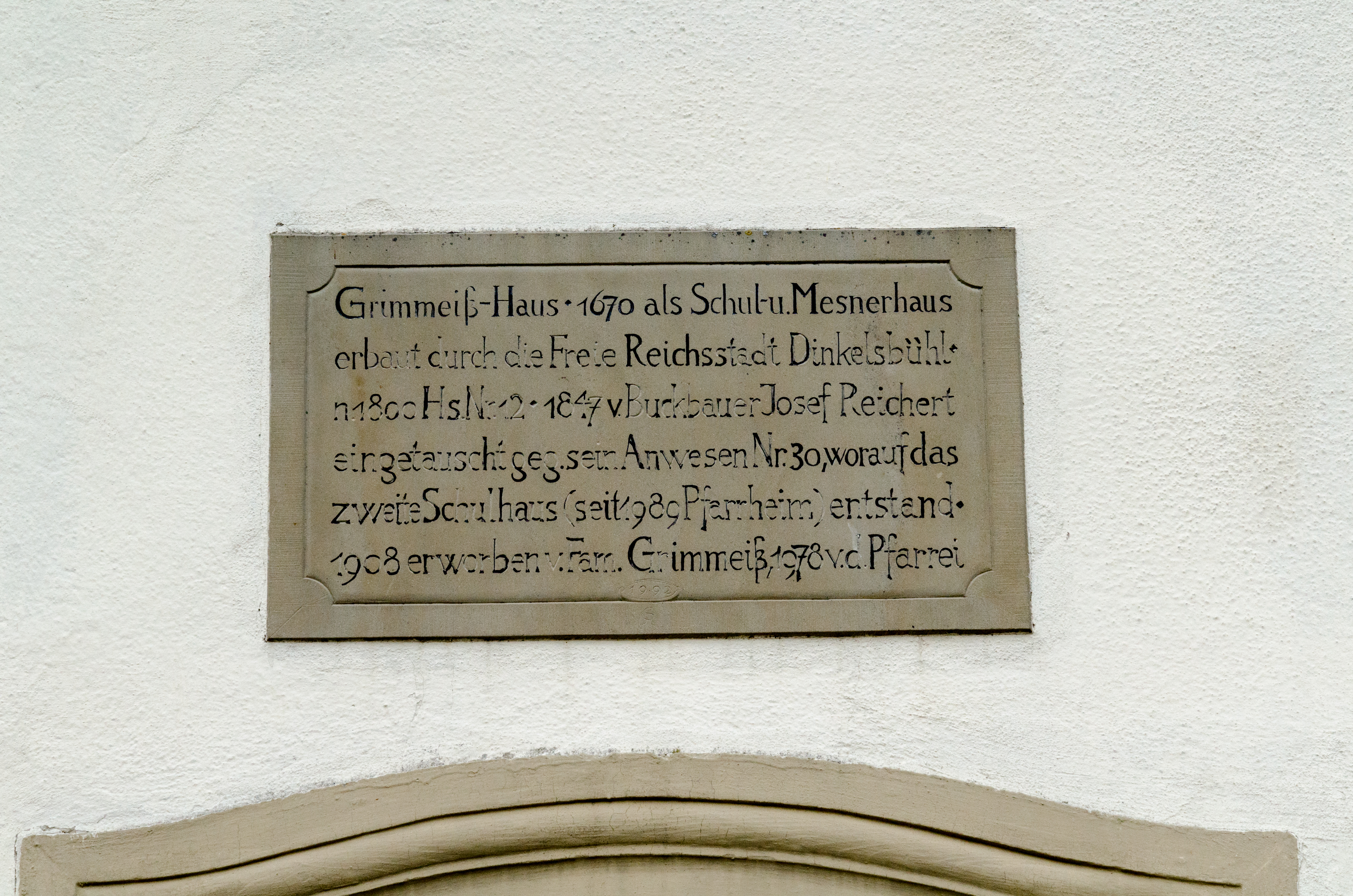
Sandsteintafel

Das Grimmeiß-Haus liegt am Bischof-Rabeno-Platz Nr. 3. Die frühere Adresse war Wilburgstetten 12. Nach Norden und Osten hin grenzt das Gebäude an den katholischen Friedhof, dem ein Teil des ehemals großen Gartens zugeschlagen wurde. An der Nordseite des Hauses befindet sich eine öffentliche Toilettenanlage, die in neuerer Zeit eingerichtet wurde und vor allem für Kirch- und Friedhofsbesucher gedacht ist.
Bei dem Gebäude handelt es sich um einen zweigeschossigen verputzten Bau, der mit einem Walmdach versehen ist. Die Fenster im Untergeschoss gehören zum ehemaligen Schulraum, die oberen Fenster zur Schulmeister- und Mesnerwohnung. Das Tor führte zur im Haus befindlichen Scheune, in der Brennstoff gelagert sowie Tiere gehalten wurden. Es bot gleichzeitig einen Durchgang zum großen Hausgarten.

Über der Eingangstür befindet sich eine 1992 eingelassene Sandsteintafel mit der Inschrift: 

„Grimmeiß-Haus. AD 1670 als Schul- und Mesnerhaus erbaut durch FrRSt Dinkelsbühl. 1847 als Hs-Nr 12 eingetauscht durch Buckbauer Reichert gegen Hs-Nr 30 (seit 1989 Pfarrheim St. Josef). 1908 Besitz v. Fam. Grimmeiß. 1978 Besitz der Pfarrei St. Margareta. Sept. 1992“

 Die Steintafel ist ein Werk des Wilburgstettner Bildhauers Peter Siegmayer.

## Geschichte

Mietvertrag von 1950 für eine Wohnung im Grimmeiß-Haus. Vermieterin war Auguste Grimmeiß.

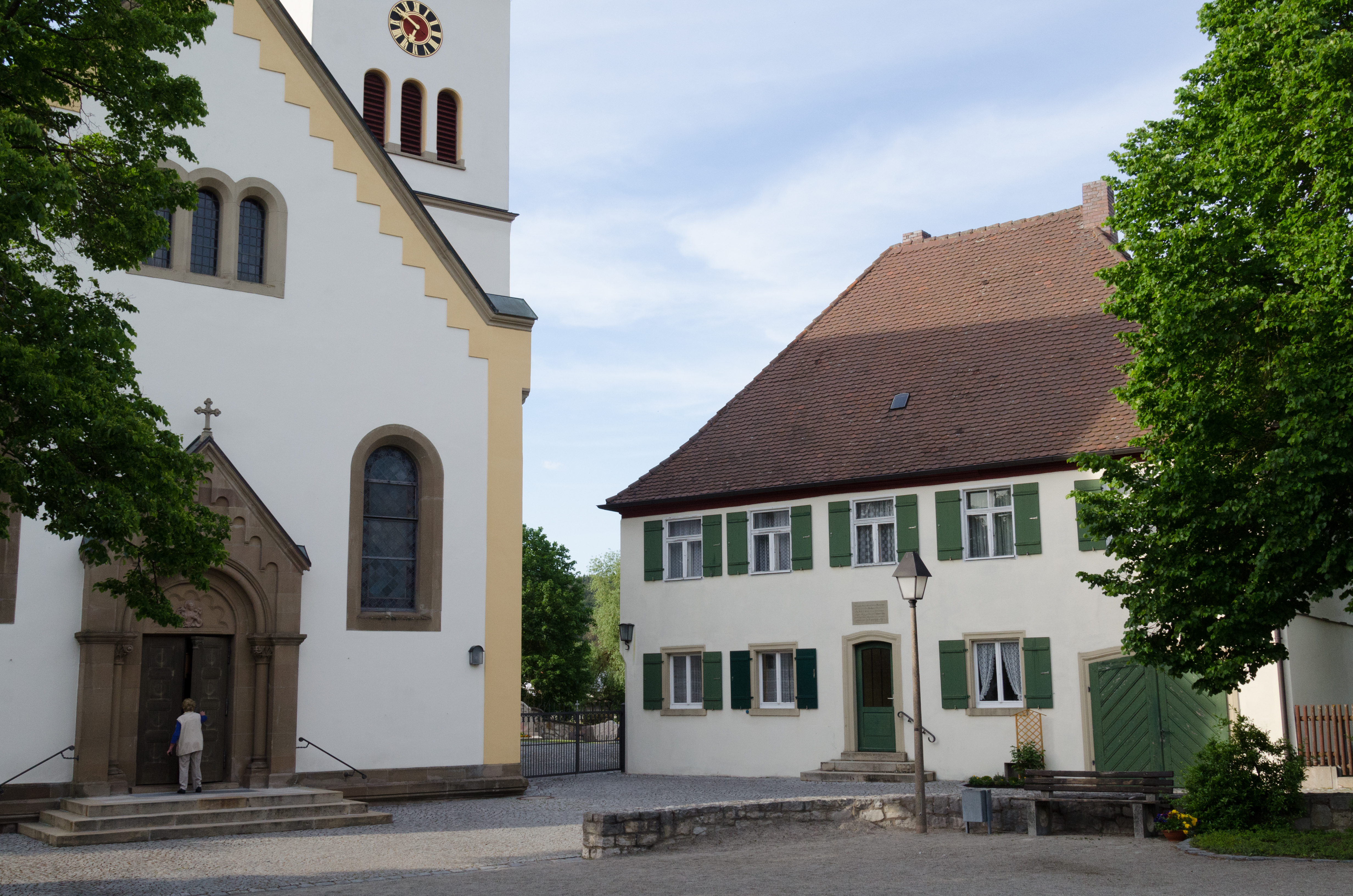
Das Grimmeiß-Haus im rechten Winkel zur Kirche St. Margareta

Die Anfänge der Wilburgstettner Schulgeschichte liegen im Dunkeln. Dokumentiert ist allerdings durch einen Visitationsbericht, dass spätestens 1612 die Dorfkinder durch einen Schulmeister beschult wurden: „Didascalus docet juventutem tempore hyemali“. Der Unterricht fand vermutlich im Haus des Lehrers statt.
Während des Dreißigjährigen Krieges (1618–1648) wurde Wilburgstetten fast völlig zerstört. Etwa drei Jahrzehnte benötigte man, die Folgen der Brandschatzung zu beseitigen und den Ort wieder bewohnbar zu machen. Die Reparatur der Glockenturms (1660), die Errichtung eines stattlichen Pfarrhauses sowie der Neubau einer Schule durch die Patronatsstadt Dinkelsbühl gehörten zu den Maßnahmen, die den Wiederaufbau des Dorfes vollenden sollten. Mit ihnen wurden die Voraussetzungen für eine geordnete Seelsorge und eine reguläre Schulbildung geschaffen. Dass das Schulgebäude im Jahr 1670 eingeweiht werden konnte, belegen Rechnungen der Jahre 1670 bis 1673, die die Dinkelsbühler Ratsamtspflege in einem besonderen Rechnungsband verwahrte. Dort heißt es unter der Nummer 53, dass ein gewisser „Baltes Sax zu Greiselbach uff beschwehren, das er ein Nördlinger mälterle [=Malter] weissen kalg zum Kürchen= und schuelhaußbau zu Willburgstätten beygefüehrt, So Ihme nit bezahlt wordten“ 1671 „mit 45 Kreuzern zufriedengestellt“ wurde. Bereits ein Jahr zuvor hatte der Wilburgstettner Zimmermann Marx Öhler bestätigt, dass er für den Einbau eines Schweinestalls im „Schuelhauß allda“ inklusive der Materialkosten „1fl 15 kr“ (1 Gulden und 15 Kronen) erhalten habe.
Im Jahr 1847 wurde ganz in der Nähe ein neues Schulhaus, das heutige ebenfalls unter Denkmalschutz stehende Pfarrheim St. Josef, errichtet. Die alte Schule erwarb Maria Anna, Witwe des sogenannten „Buckbauern“ Josef Reichert. Gut 60 Jahre später, am 23. Juli 1908, kauften Ignaz Grimmeiß und dessen Nichte Auguste Grimmeiß das Gebäude, das dadurch den Namen Grimmeiß-Haus erhielt. In den 1950er und 1960er Jahren befanden sich im Gebäude vier Mietwohnungen. Am 21. Juni 1978 gingen Haus und Garten in das Eigentum der Katholischen Pfarrpfründestiftung St. Margareta Wilburgstetten über. Ein Großteil des Gartens wurde dem angrenzenden kirchlichen Friedhof zugeschlagen. Das Haus wurde ab 1979 vorübergehend als Senioren- und Jugendheim sowie als Probelokal des Kirchenchores genutzt. Über eine neue Nutzung des zurzeit als Lager verwendeten Gebäudes ist noch nicht letztgültig entschieden.